# Кучаново
Кучаново (баш. Күсән) — село в Ключевском сельсовете Аскинского района Республики Башкортостан России.

## История
В «Списке населенных мест по сведениям 1870 года», изданном в 1877 году, населённый пункт упомянут как деревня Кучанова (Качанова, Кучуганова) 1-го стана Бирского уезда Уфимской губернии. Располагалась при озере Кучане, влево от Сибирского и Кунгурского почтовых трактов, в 91 версте от уездного города Бирска и в 16 верстах от становой квартиры в селе Аскине. В деревне, в 15 дворах жили 91 человек (50 мужчин и 41 женщина, тептяри).

## Население
| 2002 | 2009 | 2010 |
| ---- | ---- | ---- |
| 175  | ↘145 | ↘127 |

Согласно переписи 2002 года, преобладающая национальность — татары (82 %).

## Географическое положение
Расстояние до:
- районного центра (Аскино): 22 км,
- центра сельсовета (Ключи): 3 км,
- ближайшей железнодорожной станции (Куеда): 129 км.